# Thalo Zom
Der Thalo Zom ist ein Berg im Hinduraj-Gebirge.

## Lage
Der Thalo Zom befindet sich im Mastuj Tehsil des Distrikts Chitral in der pakistanischen Provinz Khyber Pakhtunkhwa.
Der Berg besitzt eine Höhe von 6050 m. Der Thalogletscher an seinem Westhang speist den Laspur, den linken Quellfluss des Mastuj.

## Besteigungsgeschichte
Der Thalo Zom wurde  innerhalb eines Projektes  der Umweltorganisation Mountain Wilderness zu nachhaltigem Tourismus am 29. August 2019 um 13 Uhr erstbestiegen. Im Besteigungstema waren Koki Gassiot, Andrea Bollati, Massimo Marconi, Sadam Hussain, Abrar Saeed und Samiullah Ghaznavi.